# 長野県道362号牟礼永江線
長野県道362号牟礼永江線（ながのけんどう362ごう むれながえせん）は、長野県上水内郡飯綱町と中野市を結ぶ一般県道。

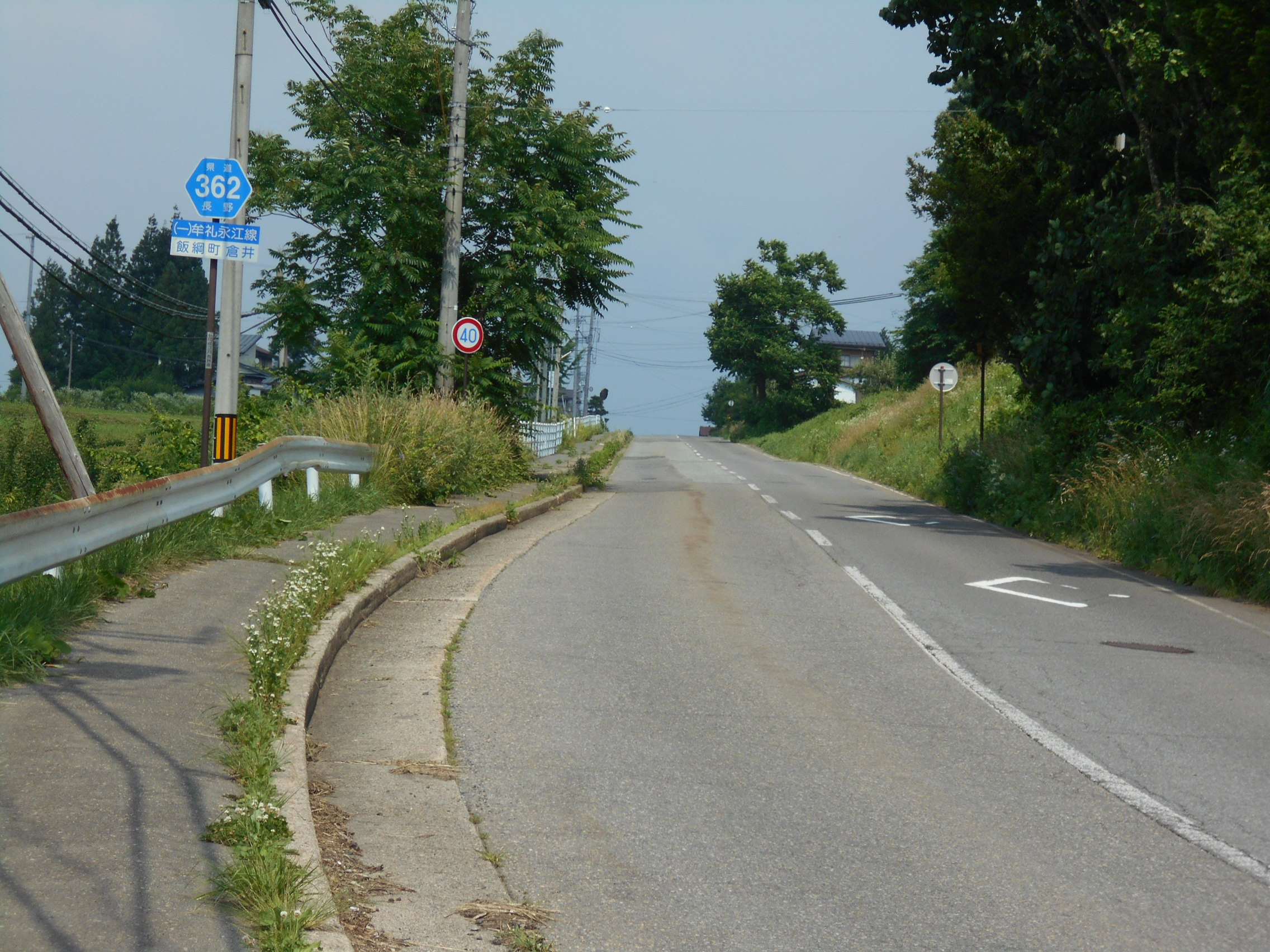
飯綱町倉井

## 概要
旧上水内郡牟礼村（現・飯綱町）と旧下水内郡豊田村（現・中野市）とを、旧上水内郡三水村（現・飯綱町）を経て結ぶ路線である。概ね2車線で整備されているが、ところどころ1.5車線となる。
旧牟礼村の中心部である旧牟礼宿の東端で旧北国街道から分かれるとすぐに鳥居川を渡り、旧三水村域に入る。200mほどで国道18号に鋭角に合流し、360mほど重複したのち深沢交差点で再び鋭角に分岐し、鳥居川左岸の台地に上る。上水内北部広域農道（北信五岳道路）と交差し、倉井集落を抜けると斑尾川に沿って北上し、赤塩集落・奈良本集落を抜けると旧豊田村域に入る。唱歌「故郷」などを作詞した高野辰之生誕の地である永江集落を抜けると、上信越自動車道豊田飯山インターチェンジの南方で国道117号（替佐〜静間バイパス）に合流し終点となる。

### 路線データ
- 起点：上水内郡飯綱町牟礼（長野県道366号野村上牟礼停車場線交点）
- 終点：中野市永江（国道117号交点）

### 主要構造物
- 水郷橋（上水内郡飯綱町牟礼 - 普光寺）
  - 全長 - 22.2m
  - 幅員 - 5.0m

鳥居川に架かる橋梁。

## 沿革
- 2021年（令和3年）12月3日 - 永江集落の東方を一直線に貫くバイパス（L=366.3m）が供用開始[1]。最後の120mは、地権者が土地の明け渡しに応じなかったため、行政代執行による建物撤去の末開通した[2]。
- 2023年（令和5年）4月1日 - 区域変更。永江地区のバイパスに対する現道が区域から外れる[3]。

## 通過する自治体
- 長野県
  - 上水内郡飯綱町
  - 中野市

## 交差・接続する道路

### 飯綱町
- 牟礼橋北詰付近（牟礼）
  - 長野県道366号野村上牟礼停車場線（旧北国街道）
- 第一スーパー飯綱店付近（普光寺）
  - 国道18号 - ※ここから重複区間
- 牟礼駅入口交差点（普光寺）
  - 長野県道60号長野荒瀬原線
- 深沢交差点（倉井）
  - 国道18号（長野バイパス） - ※ここまで重複区間
- 新道交差点（倉井）
  - 上水内北部広域農道（北信五岳道路）
- 新道バス停付近（倉井）
  - 長野県道505号三水中野線
- 旧第二小入口バス停付近（赤塩）
  - 長野県道459号東柏原赤塩線

### 中野市
- 豊田飯山インター入口交差点南方の交差点（永江＝終点）
  - 国道117号（替佐〜静間バイパス）

## 沿道
- 長野市消防局 鳥居川消防署
- しなの鉄道北しなの線 牟礼駅
- 飯綱町立飯綱中学校
- 長野県北部高等学校
- 高野辰之記念館
- 豊田飯山インターチェンジ